# Elijah Klein
Elijah Blue Klein (Pomona, 8 aprile 2000) è un giocatore di football americano statunitense che milita nel ruolo di guardia per i Tampa Bay Buccaneers della National Football League (NFL).

## Carriera universitaria
Al college Klein giocò a football a UTEP dal 2018 al 2023. Nel corso della sua carriera universitaria disputò 55 partite come titolare, venendo inserito nella formazione ideale della Conference USA nella sua ultima stagione.

## Carriera professionistica

### Tampa Bay Buccaneers
Klein fu scelto nel corso del sesto giro (220º assoluto) del Draft NFL 2024 dai Tampa Bay Buccaneers. Debuttò come professionista subentrando nella gara del secondo turno contro i Detroit Lions.